# Cơ hoành
Cơ hoành (tiếng Anh: Diaphragm) là một vân cơ dẹt, rộng, hình vòm, làm thành một vách gân – cơ ngăn giữa lồng ngực và ổ bụng. Cơ hoành có vai trò quan trọng trong sinh lý hô hấp. Khi cơ hoành co thì vòm hoành hạ xuống, lồng ngực giãn, áp lực trong lồng ngực giảm, không khí được hít vào.

## Cung cấp máu
Cơ hoành được cấp máu chủ yếu từ: 
- Động mạch hoành trên: xuất phát từ động mạch chủ ngực
- Động mạch hoành dưới: thường xuất phát từ động mạch chủ bụng, ở ngay dưới cơ hoành.
- Các nhánh xuất phát từ trung thất sau.
- Động mạch cơ hoành, là một trong hai nhánh tận của động mạch ngực trong.

## Thần kinh
Cơ hoành được vận động chính bởi dây thần kinh hoành và một phần bởi 6 dây thần kinh gian sườn cuối.
- Thần kinh hoành xuất phát từ nhánh trước C3, C4, C5, chạy từ cổ qua ngực xuống cơ hoành. Có hai dây thần kinh hoành: một phải và một trái. Một nửa cơ hoành được chi phối bởi dây thần kinh hoành tương ứng.
- Dây thần kinh hoành phải đến cơ hoành và chọc qua cơ ở trước ngoài lỗ tĩnh mạch chủ dưới, hoặc chui qua lỗ này, rôi chia nhánh vận động cơ hoành từ mặt dưới cơ.
- Dây thần kinh hoành trái đến cơ và chọc qua cơ ở sau đỉnh tim và cũng phân nhánh tương tự thần kinh hoành phải.

Ngoài các sợi vận động để vận động cơ hoành là chính, thần kinh hoành còn mang theo các sợi cảm giác và giao cảm. Các sợi giao cảm giữ vai trò vận mạch, còn các sợi cảm giác thu nhận cảm giác căng cơ hoành, cảm giác đau từ phúc mạc hoành, màng phổi hoành, màng phổi trung thất và màng ngoài tim.

## Bệnh lý cơ hoành

### Phù nề cơ hoành
Thông thường là cơ hoành trái bị phù nề, có hình dáng nhô cao hơn bên phải, triệu chứng đau phía ngực trái có cảm giác như cơn đau thắt ngực, thông thường khi vận động bị đau ran sau đó lại hết nhưng lại tái diến khi có sự vận động mạnh của cơ thể.

### Thoát vị cơ hoành
Thoát vị cơ hoành là bệnh lý bẩm sinh, trong tình trạng các tạng trong ổ phúc mạc có thể đi vào trong lồng ngực qua một lỗ khiếm khuyết của cơ hoành. Tùy thuộc vào lỗ thoát vị to hay nhỏ mà các phủ tạng từ ổ bụng có thể chui lên lồng ngực như dạ dày, ruột non hay lách.

### Nhão cơ hoành
Nhão cơ hoành (Liệt cơ hoành) là kết quả của sự ngừng xung động thần kinh đi xuống qua dây thần kinh hoành, làm cho cơ hoành mất trương lực và không vận động co giãn được.

## Hình ảnh bổ sung

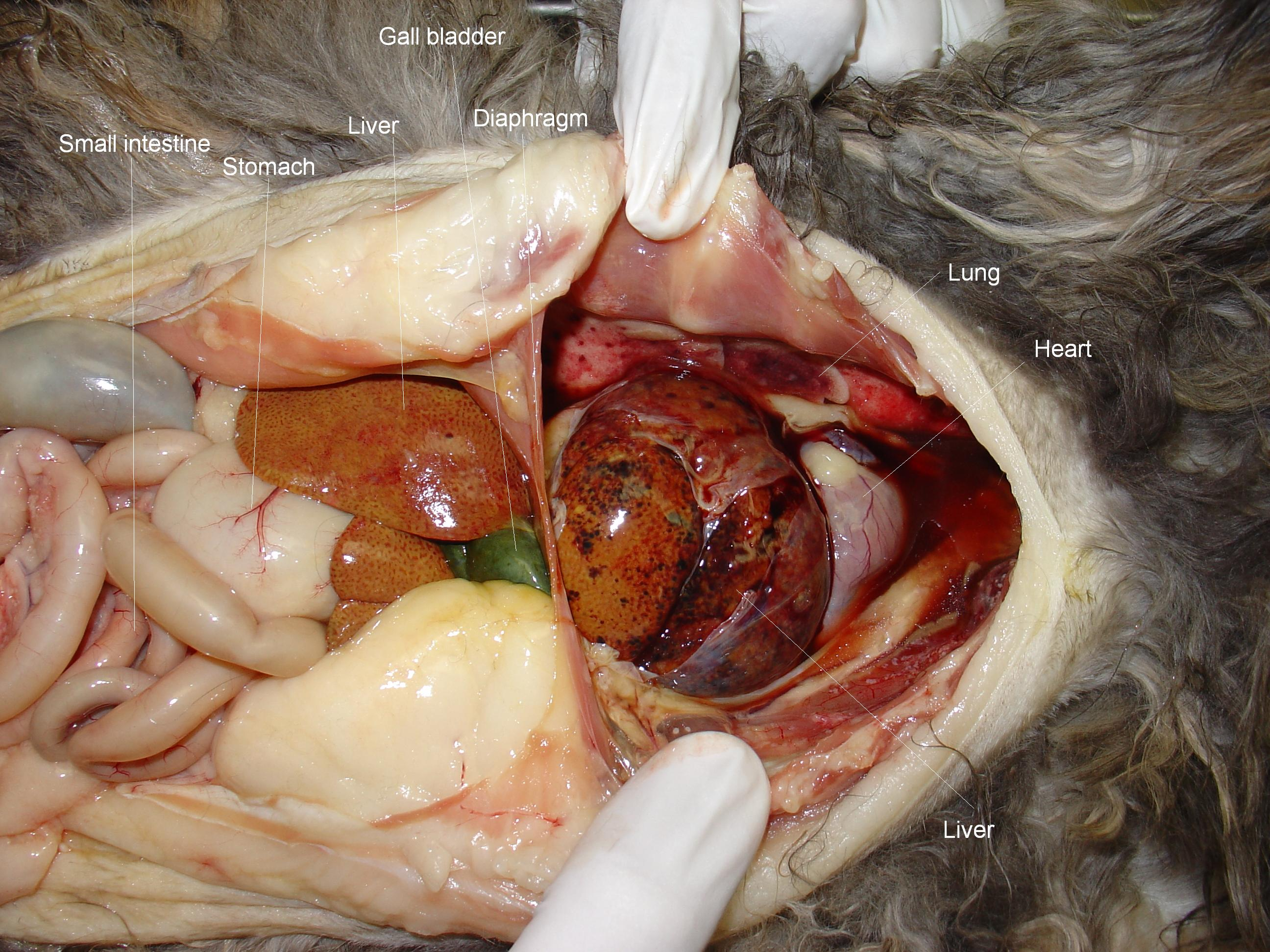
Hình ảnh phẫu thuật thoát vị cơ hoành ở một con mèo.